# Platymantis lawtoni
Espèce
Statut de conservation UICN

 EN B1ab(iii)+2ab(iii) : En danger
Platymantis lawtoni est une espèce d'amphibiens de la famille des Ceratobatrachidae.

## Répartition
Cette espèce est endémique des Philippines. Elle se rencontre de 800 à 1 200 m d'altitude sur les îles de Romblon, Sibuyan et Tablas.

## Description
La femelle holotype mesure 39 mm

## Étymologie
Cette espèce est nommée en l'honneur de Lawton Alcala.

## Publication originale
- Brown & Alcala, 1974 : New frogs of the genus Platymantis (Ranidae) from the Philippines. Occasional Papers of the California Academy of Sciences, no 113, p. 1-12 (texte intégral).